# Eriauchenius legendrei
Eriauchenius legendrei är en spindelart som först beskrevs av Norman I. Platnick 1991.  Eriauchenius legendrei ingår i släktet Eriauchenius och familjen Archaeidae.
Artens utbredningsområde är Madagaskar. Inga underarter finns listade i Catalogue of Life.